# Гудман (Мисури)
Гудман (енгл. Goodman) град је у америчкој савезној држави Мисури.

## Демографија
По попису из 2010. године број становника је 1.248, што је 65 (5,5%) становника више него 2000. године.
| Група             | 2000.         | 2010.         |
| Белци             | 1.066 (90,1%) | 1.087 (87,1%) |
| Афроамериканци    | 4 (0,3%)      | 1 (0,1%)      |
| Азијати           | 1 (0,1%)      | 6 (0,5%)      |
| Хиспаноамериканци | 9 (0,8%)      | 49 (3,9%)     |
| Укупно            | 1.183         | 1.248         |